# 愛媛マラソン
愛媛マラソン（えひめマラソン）は愛媛県で行われるマラソン大会である。
愛媛県で唯一の日本陸連公認のマラソン大会で、第1回は1963年1月15日の成人の日に行われた。テレビ中継は1988年の第26回から南海放送で実施されている。

## 概要

### 2009年以前
- フルマラソンは男子は第1回大会から、女子は1998年の第36回大会から行われ、共に都道府県の陸上競技協会を通じて日本陸上競技連盟（陸連）に登録されている選手のみが参加できた。
- スタート地点は愛媛県総合運動公園陸上競技場（現ニンジニアスタジアム）、アップダウンの多いコースで制限時間は4時間とアスリート向け大会であった。
- かつては第11回から第19回までは男子20km、第44回から第47回までは男女10kmのロードレース（英語版）があり、陸連登録が無くとも参加できた。
- 第20回（1982年）からは毎年2月に開催されてきた。[1]

### 2010年以降(市民マラソン)
- 2010年の第48回大会から男女マラソンの登録選手の部に加えて一般の部が設けられ、陸連登録がなくても参加できる市民マラソンとして生まれ変わった。
- 愛媛県庁前をスタート、国道196号を経由し松山市北条地区で折り返し県庁近くの堀之内公園をゴールとする、以前のコースと比べるとアップダウンの少ないコースへと変更された。
- 制限時間を6時間に延長、スタート時間はそれまでの正午から午前9時となった。
- 市民マラソン化に伴い公募を行い、「湯ったりオレンジロード」の愛称が付けられた。

#### 2010年
- ゲストランナーは2009年ベルリン世界選手権女子マラソン日本代表の藤永佳子、宇和島市出身のマラソンランナー大平美樹、新居浜市出身のデンジャラスのノッチ、歌手のSing-Oの4人であった（藤永と大平はオープン参加）。また松山市長の中村時広も参加した。
- 5,000人の募集定員に対し3,788人の参加があった。[2]

#### 2016年
- 同年の大会では、アスリートエントリー（過去約3年にて公認コースのフルマラソンで一定タイム以内の者）3,000人、一般7,000人の計10,000人が定員となっている。

#### 2017年
- 同大会・男子の部に初出場の公務員ランナー・川内優輝（埼玉県庁）が、宍戸英顕（群馬陸協）が1965年にマークした2時間16分49秒の大会記録を、52年振りに6分55秒も大きく更新する、2時間9分54秒の大会新記録で初優勝を成し遂げた。また男子2位の鈴木洋平（早稲田大学・新居浜西高校出身）も、2時間14分56秒と川内と共に従来の大会記録を上回っている[3]。

#### 2021年
- 新型コロナウイルスの影響で対策が万全ではないとの理由で、2021年2月14日に予定されていた「第59回大会」は1年延期となった。

#### 2022年
- 1月30日に改めて開催することが一度は決まっていた。この時、応援ゲストとして土佐礼子、ティモンディ、たけやま3.5の出場も決定していた。本来は毎年2月第2日曜に当たる2月13日に行われるべきだが、同時期に北京冬季オリンピックが行われるという事情により、ジャパンコンソーシアム共同制作体による五輪中継と南海放送のテレビ・ラジオで行う長時間生中継の調整が困難になる恐れがあるため、会期を2週間前倒して行われる[4]としていた。
- しかし、オミクロン株の蔓延により、2022年1月8日、愛媛県の警戒レベルが「感染警戒期」となり、参加者の安全確保が非常に難しいとして「第59回」の完全中止[5]とすることが主催者から発表された。
- なお次回の2023年2月に予定される大会は「第59回延期大会」ではなく、「第60回記念大会」[6]として行うこととし、「第59回延期大会」で実施される予定だった次回大会への出走権利の繰り越し・優先エントリー、並びに「第59回延期大会」は運営ボランティアとして携わったのち、「第60回記念大会」ではランナーとしての出走権を与える特典を付けるとした「ランナー・ボランティア」に登録した選手の優先出走権は、大会中止が決定した時点では原則としてすべて喪失されることも発表された。ただし、日本陸連登録選手を対象とした「アスリートエントリー」で出場を申し込んだ選手に対しては、今後優先出走権付与の有無などを検討するとしている[7]

## コース
- 愛媛県庁前（スタート）→ 国道196号 → 北条 → 堀之内西入口（ゴール）
  - 往路8km・復路36km付近に高低差40mを上り下りする坂があり、復路はさらにゴールまで上り基調である。